# Rapibus
 (mars 2024).
Si vous disposez d'ouvrages ou d'articles de référence ou si vous connaissez des sites web de qualité traitant du thème abordé ici, merci de compléter l'article en donnant les références utiles à sa vérifiabilité et en les liant à la section « Notes et références ».
 (septembre 2024).
Le Rapibus est un système rapide par bus qui comporte une voie bidirectionnelle exclusive aux autobus sur une distance de plus de 12 kilomètres dans la ville de Gatineau, Québec.
Planifié depuis plusieurs années par la Société de transport de l'Outaouais (STO), le projet a officiellement reçu le feu vert grâce au financement de 146 millions $Can approuvé par le gouvernement du Québec en octobre 2007. La réalisation du projet a débuté au printemps 2010, l'ouverture a eu lieu le 19 octobre 2013.

## Histoire
Durant les années 1990, la STO et la Communauté Urbaine de l'Outaouais avaient travaillé sur des plans pour améliorer le transport en commun dans la région de l'Outaouais afin de pour contrer les problèmes grandissant de circulation dans plusieurs secteurs. L'est de la ville, près de l'autoroute 50, ainsi que les ponts traversant les rivières Gatineau et Des Outaouais étaient particulièrement congestionnés. À l'époque, la communauté urbaine préférait emprunter une voie parallèle aux voies ferrées existantes, comme celle du Canadien Pacifique à Hull et Gatineau, pour créer une voie rapide pour les autobus qui contournerait certains des secteurs les plus encombrés de la ville. On envisageait aussi l'amélioration de la traversée des ponts interprovinciaux vers Ottawa. En attendant l'aboutissement de ces plans, la STO ajouta plusieurs voies réservées aux autobus sur les boulevards Gréber, Fournier, Maisonneuve et Alexandre-Taché ainsi que sur le pont du Portage afin d'accélérer le service à la fin des années 1990 et au début des années 2000.
En 2005, le projet s'accéléra quand Marc Bureau devint le maire de Gatineau, en défaisant Yves Ducharme, lors des élections municipales. Durant sa campagne, Bureau déclara que le système Rapibus était une de ses priorités. Quelques mois après sa victoire, des discussions entre la ville de Gatineau et le gouvernement du Québec eurent lieu afin d'en arriver à un accord sur la somme du financement provincial dans le projet. Quelques membres du conseil municipal de Gatineau, le maire Bureau, l'équipe administrative de la STO, des ministres du cabinet du gouvernement du Québec, dont l'ancien ministre des finances Michel Audet et le ministre du transport Michel Després, et la présidente du Conseil du Trésor, Monique Jérôme-Forget, se rencontrèrent ainsi à Québec le 6 décembre 2006.
À la suite de la conférence, M. Bureau montra un certain optimisme quant à un accord futur de financement de 150 millions $Can par le gouvernement québécois. Cependant, le ministre responsable pour la région de l'Outaouais, Benoît Pelletier, dit aux journalistes en février 2007 qu'il serait difficile de réaliser le projet à court terme. Confirmant cette prédiction, aucun financement ne fut annoncé dans le budget provincial du Québec pour l'année 2007, prononcé le 20 février. Ce budget, à saveur électorale, ne fut jamais adopté, car le premier ministre du Québec, Jean Charest, déclencha tout de suite après des élections provinciales.
En attendant le financement du gouvernement, la STO, à la suggestion de sa présidente et conseillère de Gatineau Louise Poirier, lança, tard en février 2007, une campagne de promotion à la radio et la télévision à propos de projet afin de le populariser. Après les élections provinciales, le gouvernement Charest, réélu minoritairement, déposa un nouveau budget incluant un financement important pour le projet Rapibus. Ce budget passa de justesse à l'Assemblée nationale le 1er juin 2007. Une annonce officielle fut faite le 26 octobre, durant une conférence de presse à laquelle participaient madame Poirier, monsieur Pelletier, la nouvelle ministre des transports du Québec, Julie Boulet, et le ministre fédéral du transport et ancien président de la STO, Lawrence Cannon. Finalement, on parle d'un coût total de 255 millions $Can. De ce montant, 75 % provient du ministère des Transports du Québec tandis que 25 % est défrayé par la Ville de Gatineau.
Les travaux de construction ont débuté au printemps 2010 et se sont achevés en 2013.

### Prolongement du Rapibus
Les travaux de prolongement du Rapibus commencent en juin 2021. Pour un montant budgété de 48,6 M$Can, une station sera construite au Lac Beauchamp et des tronçons de routes la connecteront aux stations Labrosse et Lorrain. La station Lorrain ayant déjà été inaugurée en avril 2020.

### Tramway de Gatineau
Le Tramway de Gatineau, actuellement à l'étude avec une ouverture prévue en 2028, devrait être relié au Rapibus à la station Montcalm ou à la station Taché-UQO. De plus, dans le cadre de l'étude d'un Système de Transport Collectif Structurant, plusieurs scénarios comptent une ou des lignes de Service Rapide par Bus, qui pourraient être intégrées au réseau du Rapibus.

## Caractéristiques
Le Rapibus est comparable au Transitway d'OC Transpo à Ottawa. Comme ce dernier, il est constitué d'un réseau de voies réservées aux autobus et aux autres véhicules de la STO, incluant le service du transport adapté, les inspecteurs et les véhicules de secours. La route principale commence dans l'est de la ville de Gatineau, au boulevard Labrosse, longera les rails du chemin de fer Québec-Gatineau, parallèlement aux boulevards Maloney et de la Carrière, pour rejoindre le centre du quartier de Hull derrière le Manège militaire de Salaberry. Cette section se termine juste à l'est de l'Université du Québec en Outaouais. Une deuxième section projetée longera une partie du chemin de fer Hull-Chelsea-Wakefield et du boulevard de la Carrière jusqu'au chemin Freeman vers le nord. La distance totale parcourue par le réseau Rapibus est présentement de 12 kilomètres.
Quand le projet fut annoncé, l'administration municipale déclara que le Rapibus transformerait la ville et le maire Bureau ajouta qu'il constituerait la contribution la plus importante du gouvernement du Québec dans la région depuis longtemps. On mentionna que le projet encouragerait la construction de plusieurs projets résidentiels et commerciaux le long du trajet, qu'il réduirait sensiblement l'émission de gaz à effet de serre et qu'il augmenterait le nombre de passagers du transport en commun d'environ 15 %.
Plusieurs pôles d'attraction majeurs seront desservis par le Rapibus. Il compte déjà le centre commercial le plus grand à Gatineau, les Promenades de l'Outaouais, le Cégep de l'Outaouais (campus de Gatineau), le centre commercial des Galeries de Hull, le Casino du Lac-Leamy et la Maison de la Culture. Un nouveau centre commercial « Smartcentres », qui comprend un Wal-Mart (le plus grand du Québec) et plusieurs magasins de grande surface, se situe près de la future station De la Gappe. Près de la station De la Cité, un grand complexe sportif municipal a ouvert ses portes au printemps 2010. Dans le secteur de Hull, l'Université du Québec en Outaouais a l'intention de fusionner ses deux campus, Alexandre-Taché et Lucien-Brault, et de s'étendre vers l'est à proximité du terminus du Rapibus du boulevard Saint-Joseph. Cette nouvelle section de l'université regroupera plusieurs facultés venant du campus Lucien-Brault vers le campus Alexandre-Taché actuel.

## Stations du Rapibus

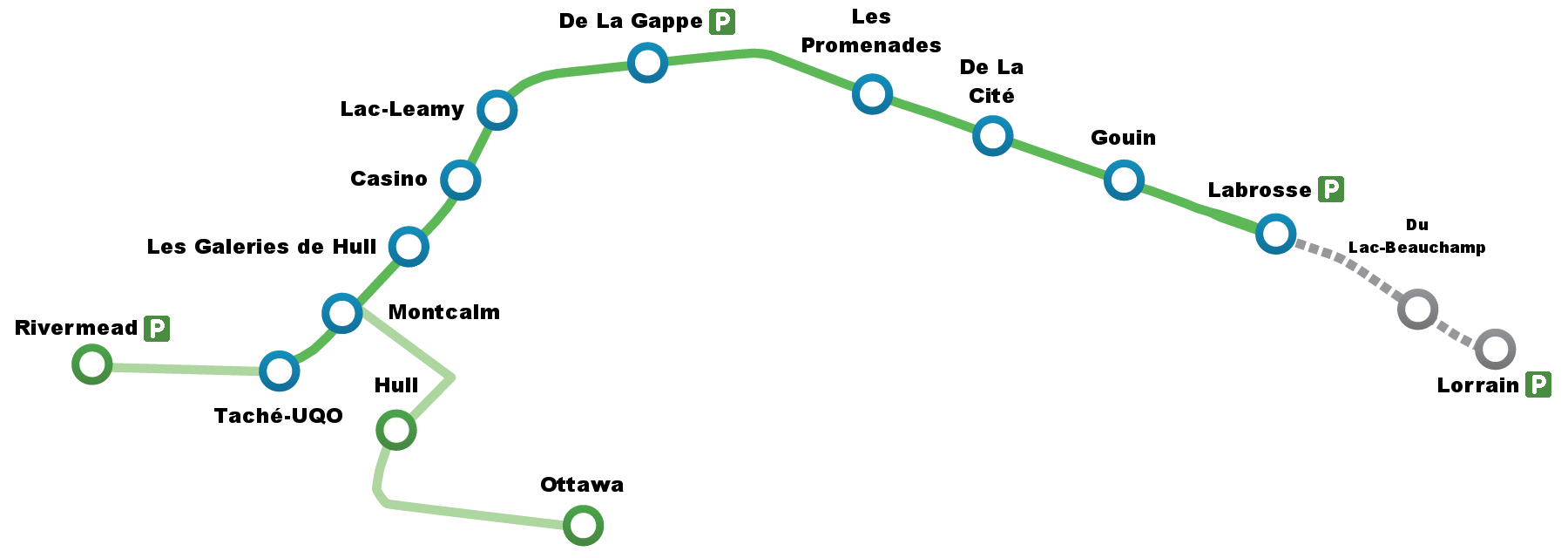
Plan du Rapibus

Le Rapibus comprend 10 stations le long de ses deux sections. Deux stations seront co-localisées avec des stationnements incitatifs Parc-o-bus afin d'encourager les citoyens à y laisser leurs véhicules. Toutes les stations du Rapibus sont munies avec la surveillance par caméra.
- Labrosse: terminus est du rapibus près du boulevard Labrosse, entre les boulevards Maloney et Saint-René, juste au sud du parc-o-bus Jean-René Monette. La station comporte une pièce fermée munie d'un système de chauffage radiant. La station dessert plusieurs lignes de quartier (lignes 71, 72, 73, 74, 75, 76, 77, 78, 79, 93, 95, 97) ainsi que les lignes Rapibus (lignes 68, 100, 200, 400, 800). La plupart des lignes de quartier dessert leurs trajets entre les stations Labrosse et La Cité.
- Gouin: près du boulevard Maloney, à l'est de Montée Paiement. La station ne dessert que les lignes Rapibus (lignes 68, 100, 200, 300, 400, 800, 810).
- De La Cité: près des boulevards Maloney et de La Cité, proche du campus de Gatineau du Cégep de l'Outaouais, de la Maison de la Culture et du complexe sportif. Il s'agit de la plus grosse station du circuit ; l'intérieur est entièrement chauffé et comporte un point de service de la STO ainsi qu'un café. La station dessert plusieurs lignes de quartier (lignes 33, 63, 65, 67, 71, 72, 73, 76, 93, 95) ainsi que les lignes Rapibus (lignes 68, 100, 200, 400, 800).
- Les Promenades: près des boulevards Maloney et Gréber, proche des Promenades de l'Outaouais. La station ne dessert que les lignes Rapibus (lignes 68, 100, 200, 400, 800).
- De La Gappe: près de l'intersection de l'Autoroute 50 et du boulevard Maloney, proche du site d'un centre commercial du style « Smartcentres ». La station comporte une pièce fermée munie d'un système de chauffage radiant. La station dessert plusieurs lignes de quartier (lignes 15, 60, 61, 62, 63, 64, 65, 66, 69) ainsi que les lignes Rapibus (lignes 68, 100, 200, 400, 800).
- Du Lac-Leamy: à l'intersection des chemins de fer Canadien Pacifique et de Hull-Chelsea-Wakefield, à l'ouest de la rivière Gatineau. La station ne dessert que les lignes Rapibus (lignes 100, 200, 400, 800).
- Casino: au Casino du Lac-Leamy. La station ne dessert que les lignes Rapibus (lignes 20, 100, 200, 400, 800).
- Les Galeries de Hull: près des boulevards Montclair et la Carrière, proche du centre commercial Les Galeries de Hull et de plusieurs édifices gouvernementaux. La station ne dessert que les lignes Rapibus (lignes 20, 100, 200, 400, 800).
- Montcalm: près de la rue Montcalm et de l'autoroute 50. La station comporte une pièce fermée munie d'un système de chauffage radiant. La station dessert plusieurs lignes de quartier (lignes 25, 26, 35, 38) ainsi que les lignes Rapibus (lignes 20, 100, 200, 400, 800).
- Taché-UQO : terminus sud du Rapibus, située près des boulevards Saint-Joseph et Alexandre-Taché, juste à l'est de l'Université du Québec en Outaouais.

### Station existante
- Freeman: près du boulevard Saint-Joseph et du chemin Freeman, proche de l'installation parc-o-bus Freeman.

## Lignes Rapibus
Les lignes Rapibus sont les lignes circulant sur le corridor. Elles sont au nombre de sept.
- Ligne 68: effectue la liaison entre la station Lorrain, à Gatineau, et le Cégep de l'Outaouais, campus Gabrielle-Roy, à Hull.
- Ligne 100: effectue la liaison entre la station Lorrain, à Gatineau, et le centre-ville de Hull. Cette ligne n'est en service qu'aux heures de pointe.
- Ligne 200: effectue la liaison entre la station Lorrain, à Gatineau, et le Centre Rideau, à Ottawa. Cette ligne n'est en service qu'aux heures de pointe.
- Ligne 400: effectue la liaison entre la station Lorrain, à Gatineau, et le centre-ville de Hull et d'Ottawa. Cette ligne est en service toute la journée. En période de pointe, elle est remplacée par les lignes 100 et 200 en direction d'affluence (vers Ottawa en matinée et vers la Station Lorrain en après-midi)
- Ligne 800: effectue la liaison entre la station Lorrain, à Gatineau, et le Parc-O-Bus Galeries Aylmer, à Aylmer.